# حارس الموتى
حارس الموتى رواية للروائي اللبناني جورج يرق. صدرت الرواية لأوّل مرة عام 2015 عن منشورات ضفاف في بيروت. ودخلت في القائمة النهائية «القصيرة» للجائزة العالمية للرواية العربية لعام 2016، المعروفة باسم «جائزة بوكر العربية».

## حول الرواية
يروي الكاتب اللبناني «جورج يرق» في هذه الرواية حكاية «عابر» الذي بدأ يتدرب على السلاح ويعمل قناصا ويشترك في معارك في بدء الحرب الأهلية اللبنانية. لكن موت صديقه الحميم الملتبس يخيفه ويجعله يترك السلاح والثكنة ويعود إلى حياة التشرد. يبقى على هذه الحال، إلى أن يعثر على عمل في مستشفى، وتحديدا في ثلاجة الموتى نهارًا وفي قسم العمليات الجراحية ليلا. يتعلم حشو الجثث وتنظيفها وتهيئتها لتسليمها إلى أهل الميت. كذلك يتعلم اقتلاع الأسنان والأضراس الملبسة ذهبا من أفواه الموتى ويبيعها. وهو في المستشفى، كان لديه خوف وحذر دائمان، مردهما تاريخه القصير في الحزب وفي الحرب. وذات يوم يُخطف من داخل ثلاجة الموتى، ويُحبس في مكان مجهول. يجهل من هو خاطفه، وسبب الخطف، ويروح يستذكر الأفعال التي قام بها، والتي قد يكون أحدها وراء خطفه.